# 山達基志願牧師
志願牧師（英語：Volunteer Ministers, VM）是新興宗教山達基教派往災區傳播教義並提供支援服務的人員。該計畫由山達基創始人L·羅恩·賀伯特在20世紀70年代創建。類似與基督教的緊急教牧關懷。
山達基教會表示，該計畫是「爲了這個憤世嫉俗、毫無希望的世界中提升靈性價值觀」，是「阻止和扭轉世界惡化的唯一有效步驟」。但批評者認為，山達基教會的實際目的是利用該計畫來獲得媒體的正面反響，並同時招募新成員（內部稱之爲「生肉」）。

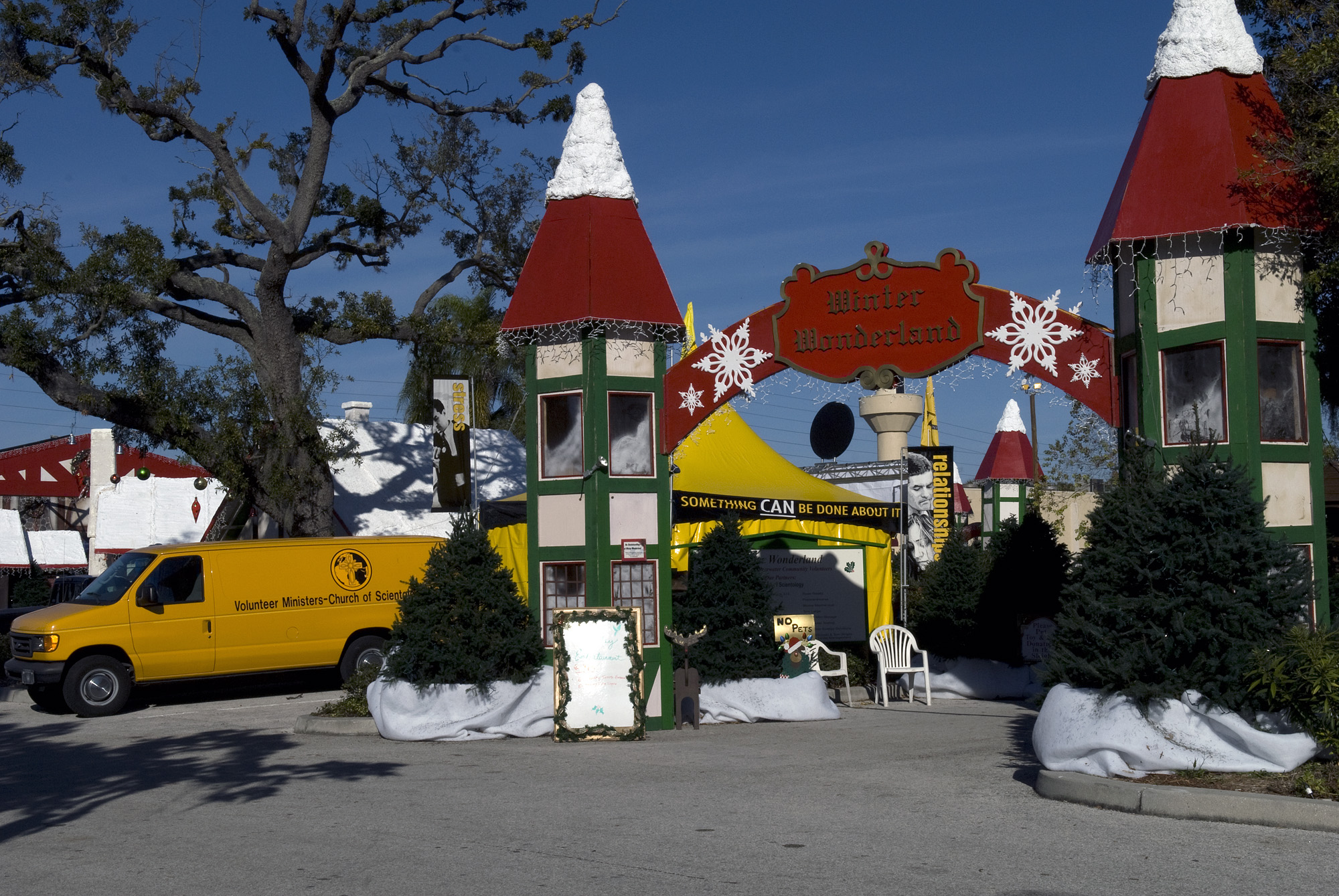
山達基教會在聖誕節期間常搭建主題公園以傳教。黃色的志願牧師帳篷和貨車清晰可見。

志願牧師活動全部依據《山達基手冊》，叢書包括19本小手冊並闡述山達基對世界的看法和處理問題的方式。山達基志願牧師會前往嚴重的災區，依照《手冊》中《疾病與受傷之援助法》的「援助法」（接觸、觸摸和神經等數十種援助法）提供緊急支援，並聲稱可以「加快復原的速度」而且「移除一個人想要引發或延長病痛的各種原因」。該團體的活動及其行動目標一直存在爭議。

## 台灣
2018年2月6日台灣花蓮發生震度7級大地震，大家在災後救難及重整家園的期間，山達基教會高雄機構派人換上黃色的「志願牧師」制服，前往災區作秀並攝影，說出「123 Action！」等語并來回表演五六次，同時濫用救災資源要求送餐至教會搭起的「黃色帳棚」，遭到社會輿論撻伐。教會高雄機構2月11日針對此事在臉書粉絲專頁致歉。

## 外部鏈接
- 山達基志願牧師首頁 （页面存档备份，存于）（中文）
- 如何讓一個酒醉的人清醒呢？ 山達基技術-山達基手冊（英文）